# Henry Somerset, 8:e hertig av Beaufort
Henry Charles FitzRoy Somerset, 8:e hertig av Beaufort, född 1824 i Paris, död 1899 på Stoke Gifford i Gloucestershire, var en brittisk ädling, hovfunktionär och konservativ politiker.

## Biografi
Henry Somerset var son till Henry Somerset, 7:e hertig av Beaufort. Sin utbildning fick han vid Eton och inledde därefter en militär karriär, där han bland annat fungerade som adjutant (liksom sin far) hos överbefälhavaren Arthur Wellesley, hertig av Wellington 1842–1852, och därefter hos den nye överbefälhavaren lord Hardinge till 1856. Han var också parlamentsledamot 1846–1853, och fungerade som Lord High Steward av Bristol 1854–1899. Dessutom fungerade han som hovstallmästare hos drottning Viktoria av Storbritannien 1858–1859 och 1866–1868. År 1859 invaldes han även som medlem i the Privy Council. År 1867 erhöll han Strumpebandsorden av drottningen för sina förtjänster.

### Familj
Henry Somerset gifte sig 1845 i London med lady Georgiana Charlotte Curzon (1825–1906), dotter till Richard Curzon-Howe, 1:e earl Howe. De fick 5 barn, däribland:
- Henry Adelbert Wellington FitzRoy Somerset, 9:e hertig av Beaufort (1847–1924)
- Lord Henry Richard Charles Somerset (1849–1932)